# Roar Hauglid
Roar Hauglid (* 26. Dezember 1910 in Christiania; † 18. November 2001 in Oslo) war ein norwegischer Kunsthistoriker und Reichsantiquar.

## Leben
Roar Hauglid wurde als Sohn des Lehrers Kristian Hauglid (1864–1927) und der Hedvig Hansen (1871–1946) geboren. Sein neun Jahre älterer Bruder war der Glasmaler Borgar Hauglid. Roar Hauglid absolvierte das Examen artium an der Oslo katedralskole im Jahr 1929 und das Französischexamen im Jahr 1933. Danach studierte er Kunstgeschichte an der Universität. Während des Studiums arbeitete er einige Jahre freiwillig im Norsk Folkemuseum und war auf Studienreisen in Europa. Roar Hauglid schrieb während des Studiums Abhandlungen über die Ornamentikmotive. Dies führte dazu, dass der Reichsantiquar Harry Fett früh auf seine Begabung für die Analyse der Ornamentik aufmerksam wurde und ihn 1936 in seinen Stab aufnahm.
1937 beendete Roar Hauglid seine Magisterarbeit über die Ornamentik des Setesdalens Stabkirchenportals (Setesdalens stavkirkeportaler. En studie i portalornamentikkens historie). 1939 wurde er zum Antiquar ernannt. 1940 heiratete er Goro Marie Bøhler (* 1914). Sie ist die Tochter des Bauern Johannes Bøhler (1880–1964) und der Marie Lynne (1881–1936). 1946 wurde Roar Hauglid zum ersten Antiquar (første antikvar) ernannt. Er kümmerte sich um die Sammlungen diverser lokaler Museen. 1950 beendete er seine Dissertation über Akanthus in der norwegischen Holzschnitzereikunst. Die Doktorarbeit wurde in drei Bänden herausgegeben. Er trug als erster Antiquar ebenso die Verantwortung über die 1954 durchgeführten Ausstellungen in Brüssel und Paris über 1000 Jahre norwegische Volkskunst. Für die UNESCO veröffentlichte er mit Louis Grodecki einen Bildband über die norwegische Malerei in Stabkirchen. (Norway. Paintings from the Stave Churches. Unesco World of Art Series. 1955)
1958 wurde Roar Hauglid Reichsantiquar. Er kümmerte sich um den Erhalt vieler norwegischer Baudenkmäler und scheute nicht die Konfrontation mit den Behörden. Er bekam aufgrund seiner Hartnäckigkeit den Übernamen „friedlicher Krieger“. Unter seiner Führung wurde das Reichsantiquariat ausgebaut. Trotz seiner ausgefüllten Agenda veröffentlichte er viele wissenschaftliche Arbeiten. Zwischen 1973 und 1976 veröffentlichte er seine Ergebnisse in der Stabkirchenforschung, die über 1000 Seiten umfasst. 1977 ging er in die Rente. Er starb am 18. November 2001 in Oslo.

## Werke (Auswahl)
- Setesdalens stavkirkeportaler. En studie i portalornamentikkens historie mag.avh. UiO, i Universitetets oldsaksamling. Årbok1937, s. 65–136
- Akantus. Mestrene i norsk treskurd, 2 bd., 1950
- Art norvégien des vikings au XVIIIe siècle, Brüssel 1954
- Norway. Paintings from the stave churches (sm.m. L. Grodecki), Paris 1955
- Hus, peis og billedvev, 1956
- Akershus og byen. Nye reguleringsplaner, 1960
- Vern og virke. Riksantikvaren gjennom femti år, 1962
- Norske stavkirker, 1969
- Norske stavkirker. Dekor og utstyr, 1973
- Norske stavkirker. Bygningshistorisk bakgrunn og utvikling, 1976
- Nidaros Domkirkes sentraltårn. Opprinnelse, historie og fremtid, 1978
- Laftekunst. Laftehusets opprinnelse og eldste historie, 1980